# Stanisław Kuciel
Stanisław Wilhelm Kuciel (ur. 27 marca 1891 w Byszowie, zm. wiosną 1940 w Charkowie) – podpułkownik żandarmerii Wojska Polskiego, ofiara zbrodni katyńskiej. 

## Życiorys
Urodził się 27 marca 1891 roku w Byszowie, w powiecie sokalskim, w rodzinie Michała i Leopoldyny z Hirszlów. 8 sierpnia 1914 roku rozpoczął służbę w Legionach Polskich. W lutym następnego roku przydzielony został do Żandarmerii Polowej I Brygady. W sierpniu i wrześniu 1915 roku przez półtora miesiąca kierował posterunkiem żandarmerii w Janowie Lubelskim przy c.k. Komendzie Okręgu Etapowego. Prowadził tam, zakazaną przez władze okupacyjne działalność agitacyjną i werbunkową do I Brygady. Następnie pełnił obowiązki zastępcy komendanta Żandarmerii Polowej przy Komendzie I Brygady. W końcu kwietnia 1916 roku zastąpił Jana Jur-Gorzechowskiego na stanowisku komendanta Żandarmerii Polowej I Brygady. 1 kwietnia 1917 roku rozpoczął, jako hospitant, miesięczne szkolenie na Wyższym Kursie Szkoły Żandarmerii w Warszawie. Był to kurs dla starszych podoficerów przewidzianych do objęcia stanowisk oficerskich. Po kryzysie przysięgowym wstąpił do Polskiej Siły Zbrojnej. Był adiutantem ppor. Bronisława Witeckiego, komendanta Ekspozytury Żandarmerii Polowej Wojsk Polskich (przemianowanej później na Dowództwo Polskiej Żandarmerii Polowej). Poza obowiązkami adiutanta prowadził szkolenie żandarmów.
1 listopada 1918 roku przyjęty został do Wojska Polskiego. 18 listopada tego roku przybył do Łomży, objął obowiązki dowódcy Żandarmerii Okręgu Wojskowego Nr XIII z uprawnieniami dyscyplinarnymi dowódcy detaszowanego batalionu i przystąpił do organizacji służby na powierzonym mu terenie. W porozumieniu z komisarzem rządu, p. Hanusowskim, uzyskał zgodę na wykonywanie służby bezpieczeństwa także w stosunku do osób cywilnych. Podległą mu Żandarmerię podzielił na dwa dowództwa powiatowe: w Łomży (ppor. Stanisław Sitek) i w Ostrowi (ppor. Przybyłowski, por. Franciszek Pytel). Organizację zakończył 21 stycznia 1919 z chwilą utworzenia policji komunalnej i milicji ludowej oraz kolejnych dowództw powiatowych: w Szczuczynie (por. Franciszek Klimek), Kolnie (ppor. Witold Goworowski), w Ostrołęce (ppor. Stanisław Jakubowski) i w Wysokiem Mazowieckiem (ppor. Roman Szoenborg). Według stanu z 20 lutego tego roku podlegało mu 6 oficerów, 22 podoficerów, 20 szeregowców i 8 „przydzielonych”.
W czasie wojny z bolszewikami (do 19 września 1919 roku) dowodził oddziałem żandarmerii polowej Okręgu Etapowego „Wilno”, następnie pełnił służbę w Dowództwie Żandarmerii Polowej w Warszawie, a od 6 lipca do 30 października 1920 roku, w stopniu rotmistrza, dowodził Ekspozyturą Żandarmerii Polowej Frontu Północno-Wschodniego.
1 czerwca 1921 roku pełnił służbę w Dowództwie Żandarmerii Wojskowej w Warszawie, a jego oddziałem macierzystym był wówczas 8 dywizjon żandarmerii wojskowej. W 1924 roku był komendantem Kadry szwadronu zapasowego 8 dywizjonu żandarmerii w Grudziądzu. 12 września 1926 roku wyznaczony został na stanowisko dowódcy 8 dywizjonu żandarmerii w Toruniu, w miejsce ppłk. Juliana Sas-Kulczyckiego, awansowanego na szefa Wydziału Żandarmerii w Departamencie I Piechoty MSWojsk. 1 lutego 1929 roku objął dowództwo 1 dywizjonu żandarmerii. W grudniu tego roku przeniesiony został do Grodna na stanowisko dowódcy 3 dywizjonu żandarmerii. Obowiązki przyjął 25 stycznia 1930 roku od mjr. Stanisława Sitka. Na stanowisku dowódcy dywizjonu pozostał do rozpoczęcia II wojny światowej.
W czasie kampanii wrześniowej 1939 roku dowodził żandarmerią SGO „Narew”. Po agresji ZSRR na Polskę w nieznanych okolicznościach dostał się do niewoli sowieckiej. Był więźniem obozu w Starobielsku. Wiosną 1940 roku został zamordowany przez funkcjonariuszy NKWD w Charkowie i pogrzebany potajemnie w bezimiennej mogile zbiorowej w Piatichatkach, gdzie od 17 czerwca 2000 roku mieści się oficjalnie Cmentarz Ofiar Totalitaryzmu w Charkowie. Figuruje na Liście Starobielskiej NKWD, pod poz. 1380.
5 października 2007 roku minister obrony narodowej Aleksander Szczygło mianował go pośmiertnie na stopień pułkownika. Awans został ogłoszony 9 listopada 2007 roku w Warszawie, w trakcie uroczystości „Katyń Pamiętamy – Uczcijmy Pamięć Bohaterów”.
Decyzją Nr 190/MON Ministra Obrony Narodowej z dnia 7 listopada 2019 płk Stanisław Wilhelm Kuciel został patronem Wydziału ŻW w Bemowie Piskim.

## Awanse
- wachmistrz
- chorąży – 24 marca 1917
- podporucznik – 1918
- porucznik – 14 lutego 1920 ze starszeństwem z dniem 1 grudnia 1919[12]
- rotmistrz
- major ze starszeństwem z dniem 1 lipca 1923
- podpułkownik ze starszeństwem z dniem 1 stycznia 1931[13]
- pułkownik – pośmiertnie 5 października 2007

## Ordery i odznaczenia
- Krzyż Niepodległości (24 października 1931)[14]
- Krzyż Kawalerski Orderu Odrodzenia Polski (11 listopada 1937)[15]
- Krzyż Walecznych (trzykrotnie)
- Srebrny Krzyż Zasługi (16 marca 1928)[16]
- Medal Pamiątkowy za Wojnę 1918–1921